# Madhyamaka
Madhjamika (sanskrt: माघ्यमक) je škola budističke filozofije koju je utemeljio Nagarđuna (oko 150. godine) i čije središnje učenje predstavlja ispraznost (šunjata) svih empirijskih pojmova, kao što je dhama, ili pet sastojaka egzistencije koje zastupa teravada. Zboga firmacije principa šunje škola madhjamike je poznata i kao šunjavada.
Shvaćanja o šunjati se sreće već u literaturi prađna-paramite; Nagarđuna je to shvaćanje preformulirao postavivši temelje novoj školi budističke filozofije. Kritika koju je ova mahajanska škola usmjerila protiv teravade odnosila se na nedosljednost abhidhamine metode analize pojmova. Iako je odbacivao predstavu o stvarnom, vječno postojećem stanju i raščlanjivao ljudsku jedinku na khande, a khande na dhame, ovaj metod se ipak zaustavio kod dhami, potvrđujući njihovo postojanje. Prema madhjamiki radi se o proizvoljnom zastoju u analitičkoj metodi; i dhame su predstavljale pojmove koji se moraju shvatiti samo kao privremene stanke u analitičkom procesu. Po madhjamiki, ni dhame ne posjeduju realnost jer je ona istinski prazna (šunja) od svih pojmovnih konstrukcija. Dhame nemaju zasebnu prirodu kao što se to tvrdi u theravadi - nju posjeduje samo Apsolut. Madhjamika je na taj način predstavljala doktrinu o Apsolutnom koje se može ostvariti samo kroz prađnu, t.j. mudrost, ili intuiciju.
Škola madhjamike je smatrala da se ovo shvaćanje nalazi između doktrine koja potvrđuje jastvo (atman), i teravadinske doktrine koja odbacuje jastvo (nairjatman); otuda naziv „srednji put“ (madhjamika daršana), po kome je ova škola postala poznata. Taj naziv, pak, izgleda nije koristio sam Nagarđuna, a ni njegov suvremenik Arjadeva. Nakon što su Nagarđuna i Arjadeva formulirali središnje načelo madhjamike, uslijedila su tri razvojna stupnja, i to: (1) razdvajanje u dvije škole, prasangiku, koju je predstavljao Budhapalita, i svatantriku, koju je zastupao Bhavaviveka; (2) potom, u ranom VII. stoljeću Ćandrakirtijevo ponovno afirmira istrajnije prasangike ili metoda "reductio ad absurdum" kao norme za madhjamiku, i (3) na kraju stapanje madhjamike sa školom jogačare, koje su obavili Šantaraksita i Kamalašila Ovaj oblik madhjamike postao je prevladavajuća filozofija u tibetanskom budizmu.